# Straffan
Straffan (irisch Teach Srafáin) ist ein Dorf im irischen County Kildare. Laut der Volkszählung von 2022 hat Straffan 1158 Einwohner.

## Lage
Straffan liegt etwa 19 Kilometer westsüdwestlich des Stadtzentrums von Dublin am südlich der Ortschaft fließenden Fluss Liffey. Im Norden der Ortschaft verläuft die R403 von Clane nach Celbridge. Nordöstlich der Siedlung liegt die Kreuzung mit der R406 nach Maynooth. 

## Geschichte
Der Name des Ortes geht auf den Heiligen Srafán zurück. 
1171 wurde Trachstraphli an Maurice FitzGerald zum Lehen gegeben.
Nahe der Siedlung liegt Barberstown Castle, das um 1288 errichtet wurde und seit 1971 als Hotel genutzt wird. 
Im Lodge Park wurde ein palladianisches Herrenhaus im 18. Jahrhundert für Hugh Henry errichtet. Auf dem Gelände befindet sich heute das Steam Museum & Lodge Park Walled Garden. Die Familie Decies hat heute ihren Sitz auf Straffan Lodhge.
Straffan House wurde 1828 bis 1832 für Hugh Barton errichtet, 1988 kaufte Michael Smurfit das Anwesen und wandelte es in den Kildare County Club um.
Am 5. Oktober 1853 kam es hier zum Eisenbahnunfall von Straffan, als ein Güterzug auf einen Personenzug auffuhr, sodass 18 Menschen starben.

## Sport
Straffan ist international bekannt für den Kildare Country Club (der sog. The K Club), der auf den beiden Golfkursen links und rechts des Liffey (The Palmer North Course und The Palmer South Course) jährlich die European Open von 1995 bis 2007 veranstaltete.

## Sehenswürdigkeiten
Im Dorf gibt es mit der katholischen Kirche St. Brigid’s (1787 errichtet und 1987 vollständig erneuert) und der zur Church of Ireland gehörenden Kirche (von 1833/1838) zwei Kirchen. Die katholische St. Patrick’s Church aus dem 15. Jahrhundert ist nur noch als Ruine auf dem Friedhof des Ortes erhalten. 

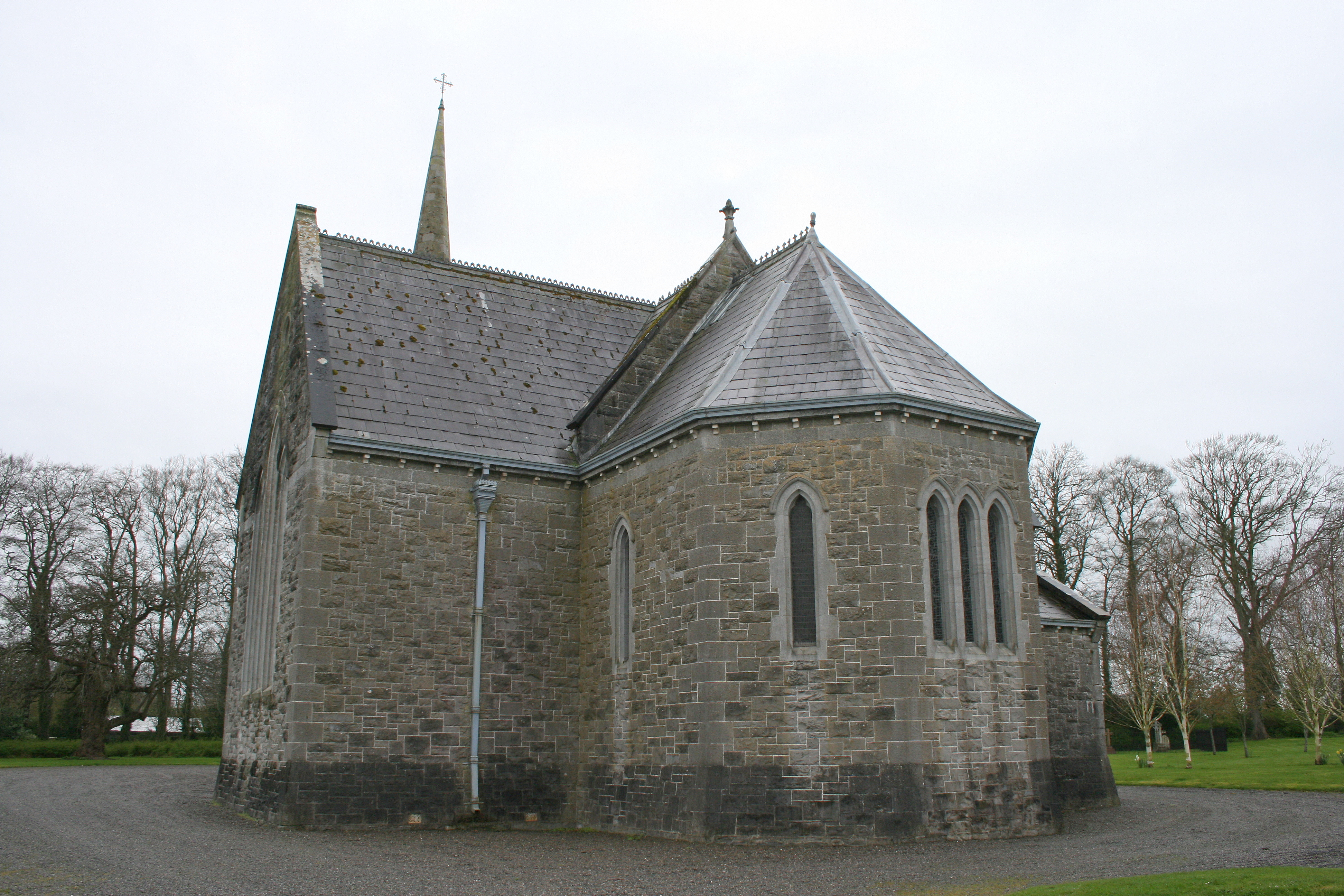
Anglikanische Kirche (Church of Ireland)
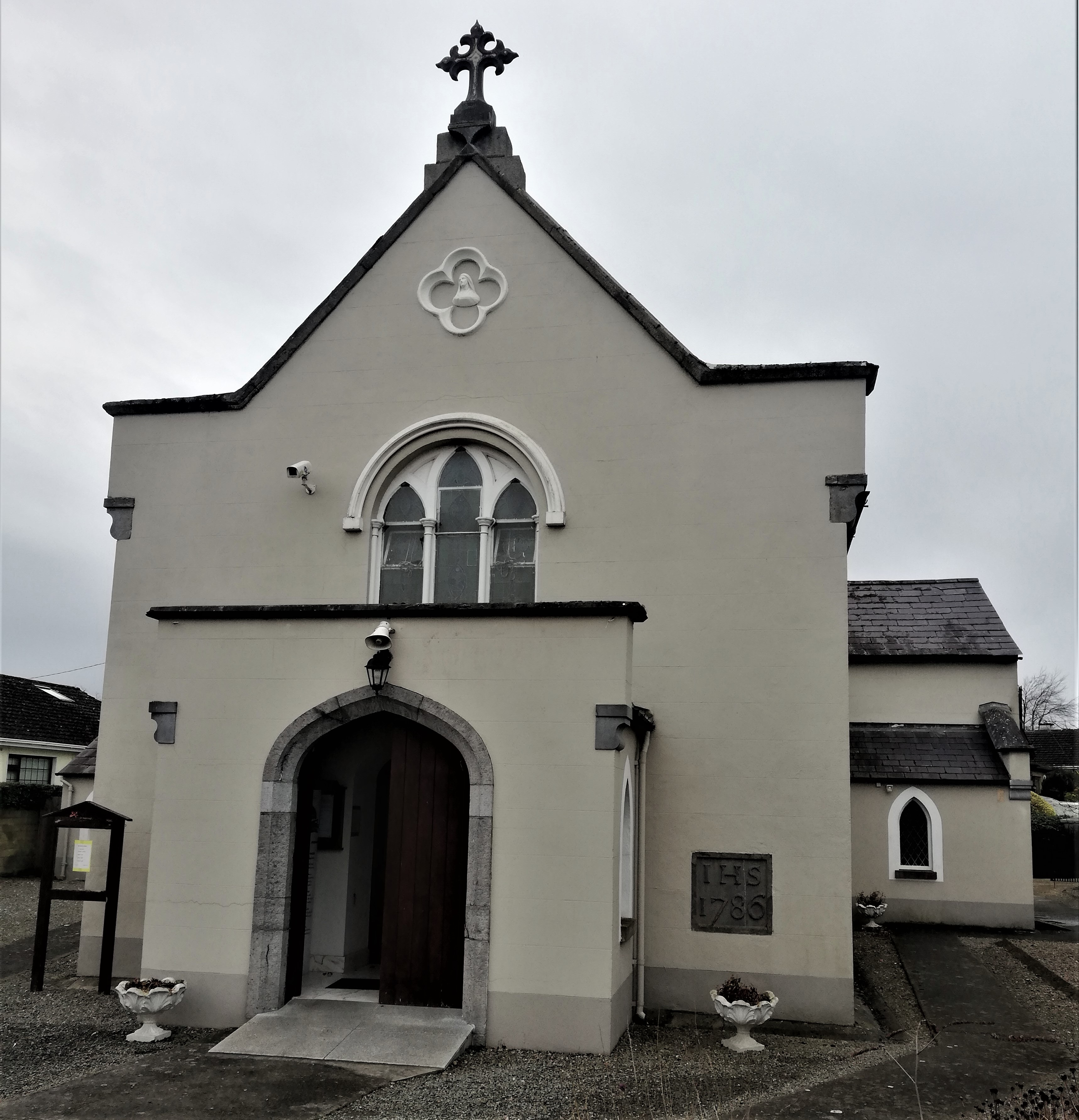
St. Brigid’s Church
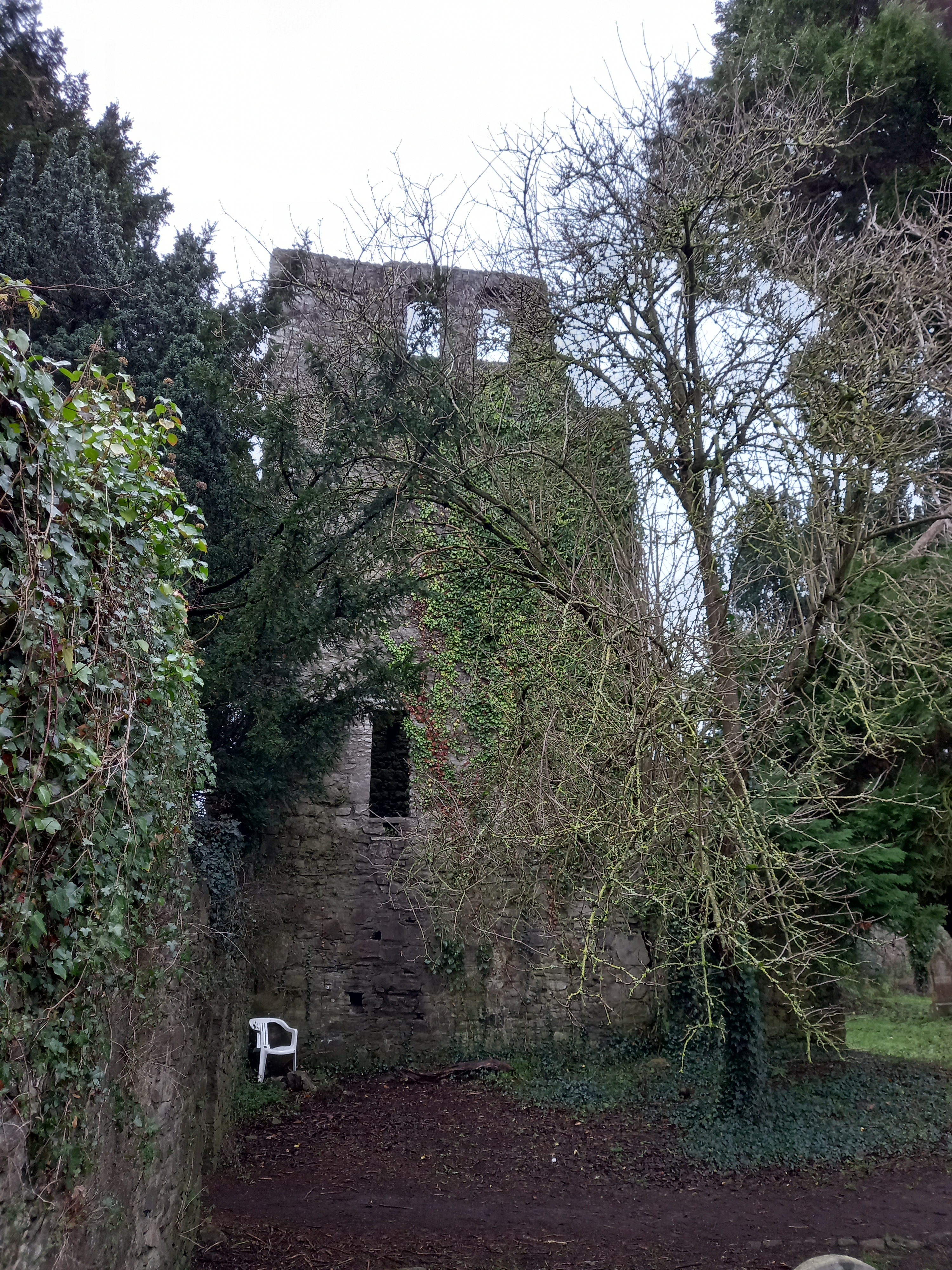
St. Patrick’s Church
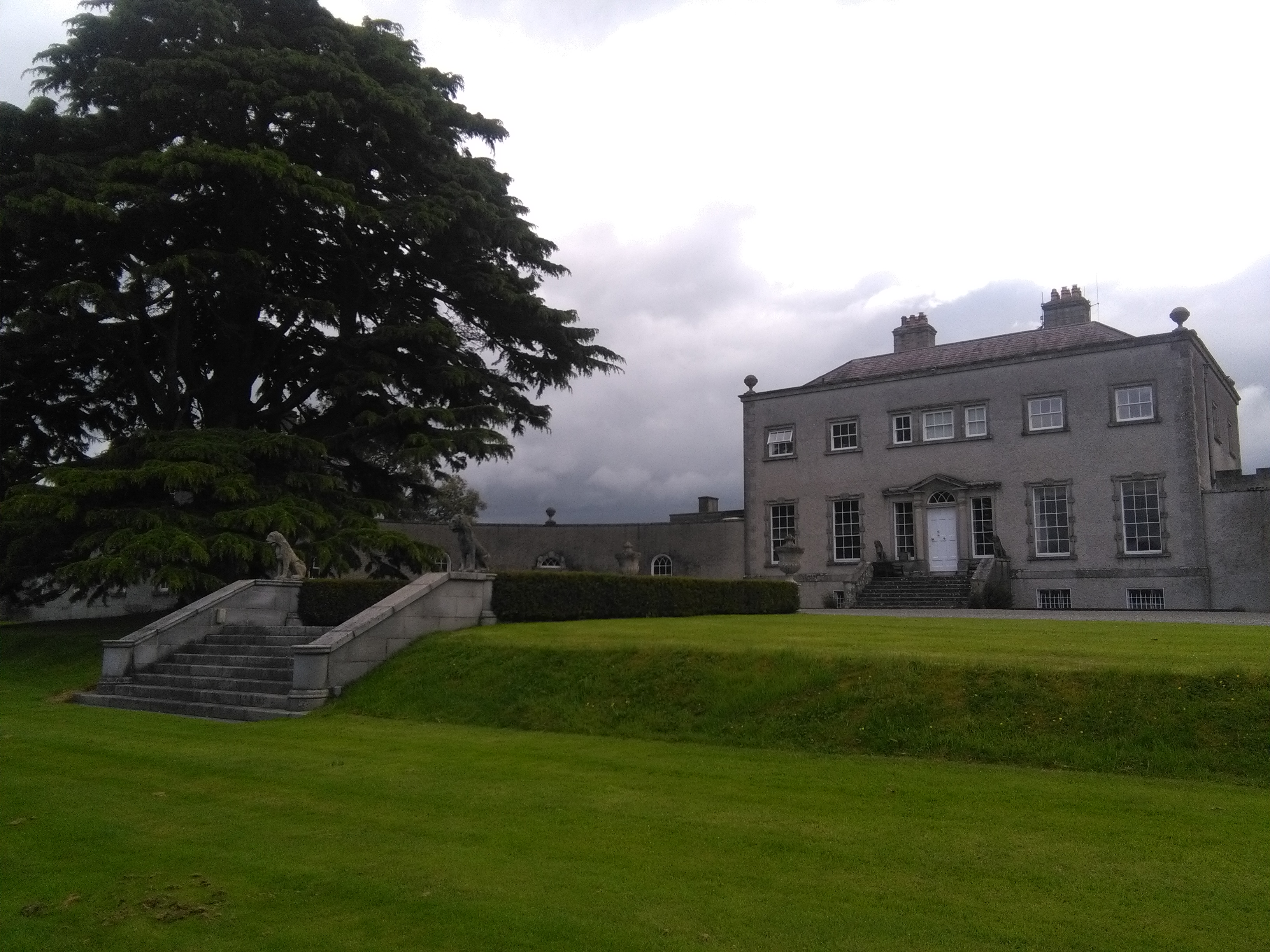
Lodge Park
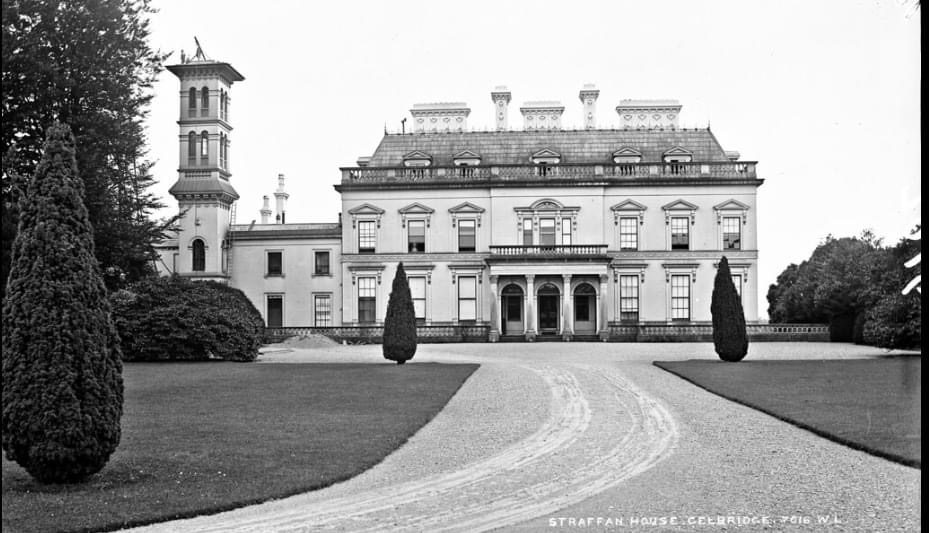
Straffan House
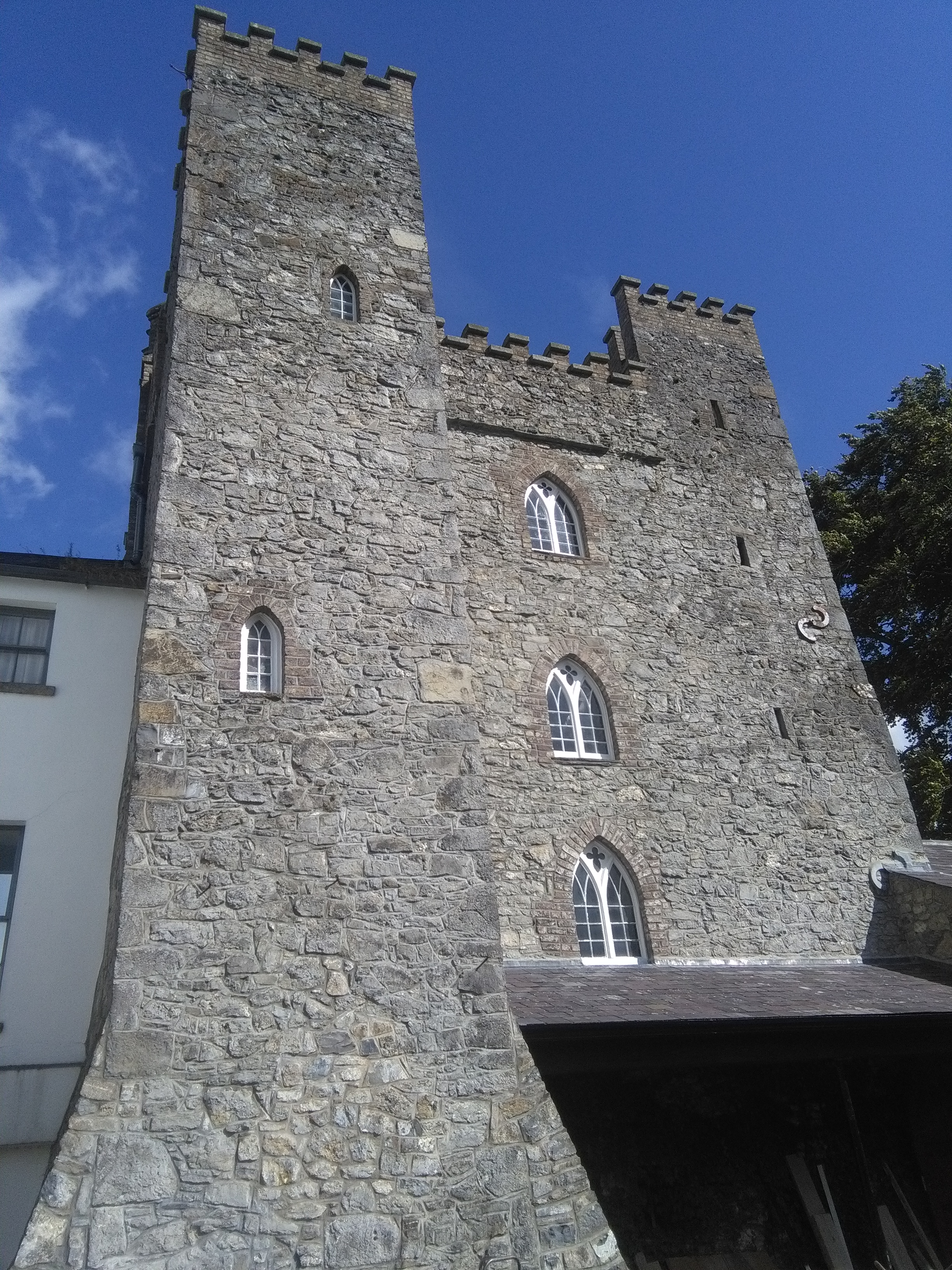
Barberstown Castle